# Crédit Agricole (wielerploeg)/1999
Deze pagina geeft een overzicht van de wielerploeg Crédit Agricole in 1999.
| Naam                                    | Geboortedatum | Nationaliteit       | Ploeg 1998 |
| --------------------------------------- | ------------- | ------------------- | ---------- |
| Magnus Bäckstedt                        | 30-01-1975    | Zweden              | GAN        |
| Chris Boardman                          | 26-08-1968    | Verenigd Koninkrijk | GAN        |
| Frédéric Delalande                      | 13-04-1969    | Frankrijk           | beloften   |
| Pierrick Fédrigo (Stagiair vanaf 01-09) | 30-11-1978    | Frankrijk           | -          |
| Frédéric Finot                          | 20-03-1977    | Frankrijk           | beloften   |
| Marcel Gono                             | 24-05-1976    | Australië           | GAN        |
| Sébastien Hinault                       | 11-02-1974    | Frankrijk           | GAN        |
| Thor Hushovd (Stagiair vanaf 01-09)     | 18-01-1978    | Noorwegen           | -          |
| Christopher Jenner                      | 03-11-1974    | Nieuw-Zeeland       | GAN        |
| Anthony Langella                        | 24-04-1974    | Frankrijk           | GAN        |
| Frédéric Moncassin                      | 26-09-1968    | Frankrijk           | GAN        |
| Jérôme Neuville                         | 15-08-1975    | Frankrijk           | beloften   |
| Stuart O'Grady                          | 06-08-1973    | Australië           |            |
| Franck Pencolé                          | 06-11-1976    | Frankrijk           | beloften   |
| Olivier Perraudeau                      | 09-11-1972    | Frankrijk           | GAN        |
| Benoît Poilvet (Stagiair vanaf 01-09)   | 27-08-1976    | Frankrijk           | -          |
| Eros Poli                               | 06-08-1963    | Italië              | GAN        |
| François Simon                          | 28-10-1968    | Frankrijk           | GAN        |
| Cédric Vasseur                          | 18-08-1970    | Frankrijk           | GAN        |
| Henk Vogels                             | 31-07-1973    | Australië           | GAN        |
| Jens Voigt                              | 17-09-1971    | Duitsland           | GAN        |

## Overwinningen
Tour Down Under
3e etappe: Stuart O'Grady
5e etappe: Stuart O'Grady
Eindklassement: Stuart O'Grady
Classic Haribo
Stuart O'Grady
Parijs-Nice
1e etappe: Chris Boardman
Criterium International
3e etappe: Chris Boardman
Eindklassement: Jens Voigt
Ronde van de Sarthe
1e etappe: Cédric Vasseur
Ronde van Loir-et-Cher
1e etappe: Thor Hushovd
6e etappe: Thor Hushovd
Eindklassement: Thor Hushovd
Ringerike GP
2e etappe: Thor Hushovd
4e etappe: Thor Hushovd
5e etappe: Thor Hushovd
Eindklassement: Thor Hushovd
Prudential Tour
3e etappe: Chris Boardman
6e etappe: Stuart O'Grady
Ronde van Zweden
5e etappe: Thor Hushovd
Route du Sud
4e etappe: Jens Voigt
Nationale kampioenschappen
Australië (wegwedstrijd): Henk Vogels
Frankrijk (wegwedstrijd): Francois Simon
GP Breitling Karlsruhe
Jens Voigt en Chris Boardman
Prix des Falaises
Thor Hushovd
Prix du Leon
Thor Hushovd
Ronde van de Ain
5e etappe: Christopher Jenner
Josef Vögeli Memorial
Chris Boardman
Ronde van de Toekomst
7e etappe: Christopher Jenner
Duo Normand
Chris Boardman en Jens Voigt
1999 · 2000 · 2001 · 2002 · 2003 · 2004 · 2005 · 2006 · 2007 · 2008